# 永井英夫

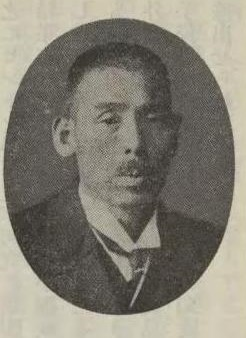
永井英夫

永井 英夫（1892年（明治25年）3月 - 没年不明）は、日本の発明家。
愛媛県宇和島市出身。1906年（明治39年）に大阪市で莫大小卸商を開業し、1909年（明治42年）に永井莫大小製造所と改め工場を新設した。1926年（大正15年）2月に新工場が竣工するとともに営業所を移転し、新たに輸出部を設けた。
莫大小編成機色染装置を発明した。この機械は1918年（大正7年）11月の第1回発明博覧会において、皇后陛下の台覧を賜り、1929年（昭和4年）6月に天覧を賜った。
1926年（大正15年）に帝国発明協会の全国発明表彰により、進歩賞が授与されている。

## 特許
- 特許第26841号 莫大小編成機色染装置